# Sjoerd Pleijsier
Sjoerd Pieter Pleijsier (Vlaardingen, 15 januari 1954) is een Nederlands acteur en tekstschrijver.

## Biografie
Pleijsier kwam na een mislukte poging om toegelaten te worden op de Academie voor Kleinkunst terecht op de Academie voor Podiumvorming. Hij stapte uiteindelijk over naar de Toneelacademie Maastricht, waar hij in 1980 eindexamen deed. Hij debuteerde in het seizoen 1980/1981 in de vrije sector-voorstelling Vader zaliger van Leonard. Op televisie brak hij door als Arie van Steenderen in de serie De Weg van Willy van Hemert.
Samen met Gerard Cox was hij schrijver van de tv-comedyserie Toen was geluk heel gewoon van de KRO. Hij vertolkte hierin een van de hoofdrollen als Simon Stokvis. De serie was aanvankelijk gebaseerd op de Amerikaanse comedyserie The Honeymooners, maar vanaf 1995 schreven Pleijsier en Cox de scripts zelf. Van de serie werd op 3 juni 2009 de laatste aflevering uitgezonden.
Ook was Pleijsier van 1999 tot 2002 een van de vaste panelleden van het consumentenprogramma Ook dat nog!.
Pleijsier was te zien in de musical Turks Fruit (als de vader van Olga), in de musical Ciske de rat (als Maatsuyker), en in het toneelstuk over kanker Als de dood. Van 2010 tot 2012 speelde hij de commissaris in de musical Kruimeltje.
Naast zijn werk als acteur was Pleijsier columnist voor wijnblad Perswijn en schreef hij in 2005 een boekje over wijn, getiteld La Vie en Rosé.
In 2013 deed Pleijsier vier afleveringen mee aan De Slimste Mens.
Af en toe treedt Pleijsier op als Simon Stokvis. Deze heeft ook een eigen website, onder meer met liedjes.
Hij treedt als Stokvis onder andere op bij "Rondje Rotterdam", waar hij tijdens een rondrit door Rotterdam verhalen vertelt over de historie van Rotterdam en haar beroemdheden, liedjes ten gehore brengt en grappen maakt.

### Televisie
- Landrow tot ziens (1981/1982)
- Martine's nachtvoorstelling (1981/1982)
- De Weg (1982/1983) - Arie van Steenderen
- Hints (1982/1983)
- TV Privé (1982/1983)
- Willem van Oranje (1983/1984) - als Balthasar Gerards
- Het wassende water (1986) - Willem Beijen
- Plafond over de vloer (1986) - als Eduard van Beijsterveld
- Reagan: Let's Finish the Job (1986) - Ron
- Moordspel: Riskant Roulette (1987) - Julio
- Nieuwe buren (1987) - Bart Makkinga
- Sans rancune (1987) - als Salco Ritsema
- Drie recht, een averecht (1988) - Als Laurens Jan Bolsenbroek
- Rust Roest (1989) - als bankbediende
- We zijn weer thuis (1989/1994) - Ger Prinsen (seizoen 1, 2 en 5)
- Vreemde praktijken (1989/1993) - Laurens Jan Bolsenbroek
- In de Vlaamsche pot (1993) - Aflevering Oud & Nieuw - Als Bastiaan
- Toen was geluk heel gewoon (1994-2009) - als Simon Stokvis
- Kruimeltje (2010) - als commissaris
- Kinderen geen bezwaar (2011) - als Johan, cliënt van Maud
- Beatrix, Oranje onder vuur (2012) - Joop den Uyl
- Flikken Maastricht (2013) - Meneer van Roede (gastrol)
- De Pelgrimscode (2013) - Deelnemer
- Het Sinterklaasjournaal (2013) - Meneer de Vries
- Divorce (2015) - Frits Koning, 1 aflevering
- Flikken Rotterdam (2018) - Gerard Hendriksen
- DNA (televisieserie) (2019) - Niels Kroon
- Sinterklaasjournaal (2022) - Kanonier

### Film
- 1983 - De zwarte ruiter - Douanier
- 1986 - In de schaduw van de overwinning
- 1987 - Sans rancune - Salco Ritsema
- 1987 - Schande - Koert van der Woude
- 2007 - Dennis P. - als stiefvader van Tiffany
- 2011 - Sinterklaas en het Raadsel van 5 December - als Mission Controlleider Joosten
- 2014 - Toen was geluk heel gewoon (film) - Simon (O) Stokvis

### Theater (vanaf 2005)
- Turks Fruit (2005-2006) - als vader van Olga
- Ciske de rat (2007-2009) - als Bovenmeester Maatsuyker
- ART (2009)
- Ciske de rat (2009) - opnieuw als Bovenmeester Maatsuyker
- Als de dood (2010)
- Kruimeltje de musical (2010) - Evenals in de serie: De nieuwe avonturen van Kruimeltje, als De Commissaris
- De Grote Simon Stokvis Show (2013-2014) - Als Simon Stokvis
- Het meisje met het rode haar ( 2015 - 2016 ) - Als vader van Hannie Schaft
- '40-'45, de Musical (2024-heden) - als Leon

## Prijzen en nominaties
- 1983 - Gouden Televizier-Ring met de dramaserie De Weg van Willy van Hemert voor de KRO
- 1999 - Gouden Televizier-Ring met de comedy Toen Was Geluk Heel Gewoon
- 2006 - Nominatie John Kraaijkamp Musical Award voor de rol van vader in de musical Turks Fruit
- 2012 - De Nationale Bijbeltest

## Privéleven
Pleijsier is getrouwd geweest (1991-2003) met Zeineb Kilani. Samen met haar heeft hij een dochter.